# Oškobrh
Oškobrh (287 m n. m.) je nízký rozložitý kopec v okrese Nymburk ve Středočeském kraji, ležící 8 km východně od Poděbrad. Rozkládá se na katastrálních územích Opolany, Odřepsy, Oškobrh, Dobšice u Žehuně, Kolaje a Vlkov pod Oškobrhem. Jeho dvojitý vrchol leží 2 km severně od Opolan.
Kopec je kulturně významný. Na jižním vrcholu se zachovaly nepatrné stopy prehistorického opevnění, na severním vrcholu byly odkryty základy středověkých kostelíků. Převážnou část kopce zabírá chovná obora muflonů, která je nepřístupná. Je to nejvyšší bod Nymburské kotliny. Větší část kopce je chráněna jako Přírodní památka Oškobrh.

## Popis

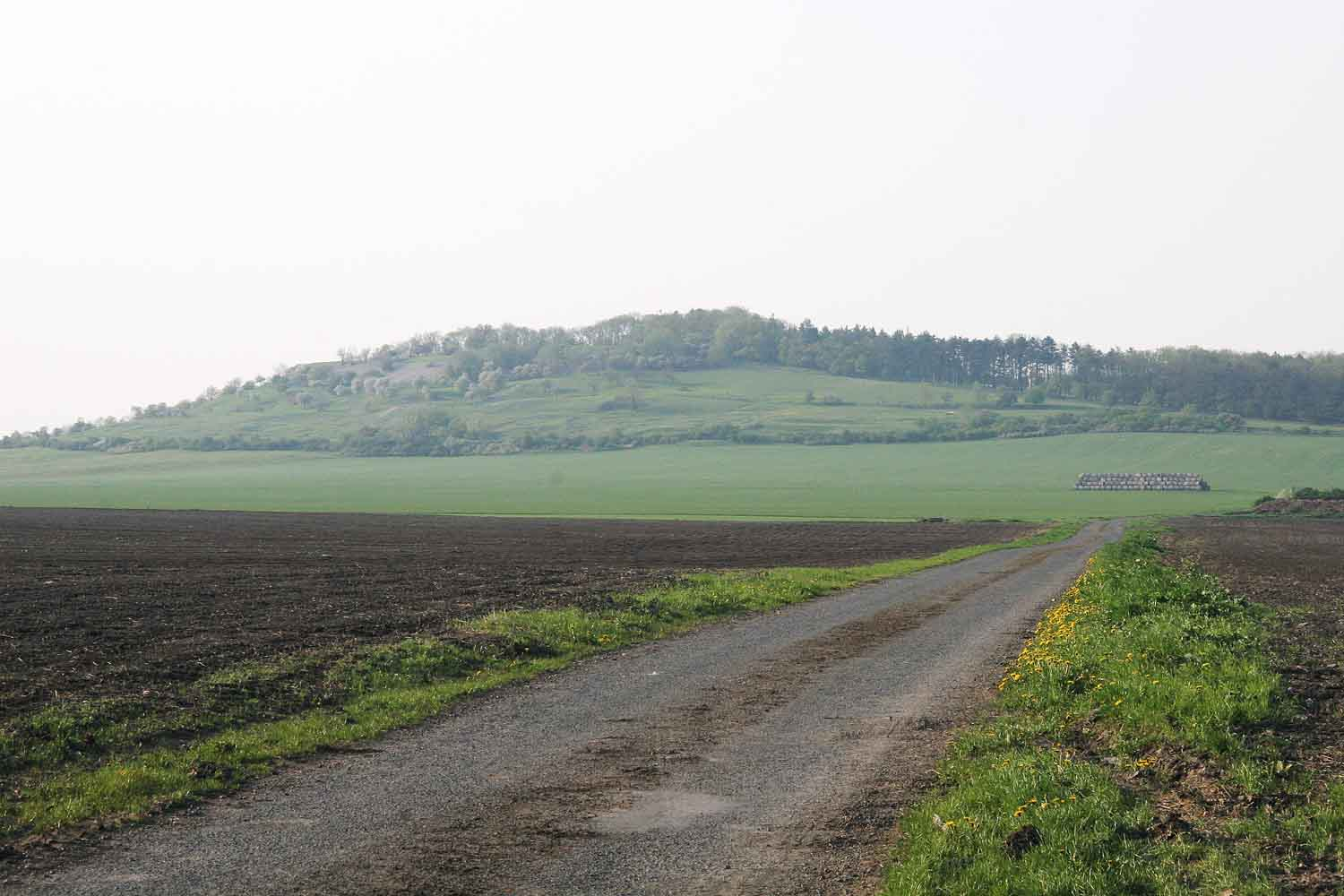
Oškobrh od Opolan

Je to výrazný svědecký vrch ze svrchně křídových (svrchní turon až coniak) slínovců a vápnitých jílovců s polohami křemitých jílovců, zvedající se na pravém svahu údolí dolní Cidliny. Vrcholová plošina vznikla na poloze odolnějších silicifikovaných slínovců (tzv. inoceramových opuk). Na příkrých okrajových svazích jsou plošné sesuvy a kamenolomy.
Jihozápadní úpatí obtéká Sánský kanál a severní úpatí odvodňuje Velenický potok.
Rostou zde dubové porosty s příměsí smrku, habru, jasanu a borovice, na jižním srázu jsou stepní lada, naleziště tořiče hmyzonosného.
Na vrcholu jsou zbytky valů a příkopů halštatského a laténského hradiště lidu lužických popelnicových polí z mladší doby halštatské a přechodu k době laténské (výzkum v r. 1974); některé hlasy přičítají hradiště až Keltům. Na nižším protáhlém svědeckém vrchu v severovýchodním sousedství (Na hřebínku) se nacházejí slovanské valy a příkopy ze střední doby hradištní (asi jen do 10. stol.). V severní části (Kostelíček) byly zjištěny základy tří kostelíků, nejstaršího ze 13. stol. Z jihozápadní hrany plošiny Oškobrhu je výhled.

## Geomorfologické zařazení
Geomorfologicky vrch náleží do celku Středolabská tabule, podcelku Nymburská kotlina, okrsku Ovčárská pahorkatina, podokrsku Senický stupeň, jehož je Oškobrh samostatnou geomorfologickou části.

## Původ jména

### Pověsti
O původu jména vypráví mnoho pověstí. Podle jedné pojmenovali vrch formani, kteří na sebe při zdolávání kopce volali: „Vozko, brzď!“ Z toho prý vzešlo jméno Voškobrh. Podle jiné verze zněl pokřik „Vozka brk“ (brk – narazil a převrátil vůz). Naposledy se v lidovém podání objevuje služebník knížete Slavníka Ošek, který měl nalézt v jeskyni na kopci zatoulaného syna slavníkovského velmože Radima. Zakladatel rodu Slavníkovců proto prý vrch pojmenoval po věrném sluhovi: Oškovrch, Oškobrh.[zdroj?]

### Skutečnost
Moderní věda se ovšem s pověstmi nespokojila a hledala věrohodný výklad oronyma. Postupem času převládl názor, že jméno Oškobrh se vyvinulo z keltského askdum, askidunum, askbriga nebo askbrig (jasanový hrad, jasanová hora), známého také z germánské (askoberg nebo Aska-berg) a řecké (askibourgion) podoby stejného významu. Ke germánské etymologii se moderní toponomastika přiklonila jako k nejméně spekulativnímu a časově bližšímu výkladu; i tak jde o jedno z mála předslovanských místních jmen (kromě hydronym) na českém území. V řecké podobě se jméno Askibourgion (Ἀσκιβούργιον) nachází i v mapovém podkladu řeckého geografa Ptolemaia ze 2. století; zde je však tímto názvem označeno sídlo v místě dnešního Moers-Asbergu v Severním Porýní-Vestfálsku.
Jméno přešlo na ves na již. úpatí (první zmínka 1352).

## Osídlení
Z historického hlediska je Oškobrh zřejmě důležitý vrch, přinejmenším jako orientační bod pro prehistorické a raně historické cestovatele plochou krajinou středních Čech. Jak ukazují archeologické nálezy, byl zřejmě významným místem lidského osídlení už hluboko v prehistorii. Zdvihá se nad úrodnou labskou rovinou a svým obyvatelům skýtal výhodu snadného přehledu nad lužními lesy pod sebou, a současně poskytoval suché a bezpečné místo k osídlení. Na vrcholu kopce vznikla rozměrná, téměř rovná plošina. Ta je po obvodu opevněna výrazným valem na hraně, resp. místy těsně pod hranou plošiny. Celková opevněná plocha dosahuje 15 ha; na mnoha místech je narušena opukovými lomy. Tyto lomy začaly vznikat již v 10. století, krátce po opuštění hradiště. Dalším narušením plochy byla výstavba tří kostelíků (nejstaršího ze 13. stol.) v severozápadním rohu a novověké úpravy terénu v souvislosti s údržbou obory (od 16. století).
Obvodové opevnění je zachováno na severní straně, v délce cca 500 m a výšce necelého metru. K západu je na mnoha místech přerušeno lomy. Další část valu směřuje od severozápadní výspy k východu a poté se obloukovitě stáčí k jihu. Tam se napojuje k valu po jižní hraně. Jižní val (délka 400 m) sleduje hranu kopce; v místech, kde se stáčí k severovýchodu, končí v prostoru jednoho z lomů. Výška jižního valu dosahuje z vnitřního prostoru až 1,2 m. Slovanské osídlení se soustředilo do míst pozdějšího kostela; ostatní plocha nebyla příliš využívána. Možný je i pozdější původ některých valů. Severní val byl totiž postaven jednodušším způsobem než zbytek opevnění; šlo pouze o navršený jílovito-kamenitý materiál.[zdroj?]

## Přístup
Vrch ze všech stran obcházejí silnice, zejména silnice I/11 (směr Praha – Ostrava), vedoucí po severovýchodním úpatí kopce. Po západním úpatí, jen z Vlkova do Opolan, vede žlutě značená turistická cesta.